# Tulum
Tulum je památka mayské civilizace, která se nachází na pobřeží Yucatánského poloostrova v Mexiku. Trosky opevněného předkolumbovského města stojí na 12 metrů vysokém útesu nad mořem, areál měří na délku 385 metrů a na šířku 165 metrů. Stavby jsou postaveny ve stylu puuc, k nejvýznamnějším patří Chrám fresek, Chrám sestupujícího boha a Hrad (El Castillo). Hradby byly vysoké až pět metrů a silné osm metrů. V okolí se nacházejí četné cenotes a jeskyně Sistema Sac Actun. Blízko zřícenin leží stejnojmenné moderní město.

## Historie
Název Tulum znamená v jazyce domorodců „ohrada“. Podle spisu Chilama Balama se město původně jmenovalo Zamá („úsvit“, podle polohy na východním pobřeží poloostrova). Byla zde nalezena stéla s nápisem z roku 564, což je uznáváno jako počátek existence města, jeho největší rozkvět však přišel v poklasickém období mayské civilizace od třináctého do patnáctého století. Bylo hlavním přístavem Mayů, dodávalo zboží do města Coba a je také považováno za centrum uctívání boha včelařství Ah Muzankaba. Jako první Evropan místo objevil v roce 1518 Juan de Grijalva, v té době se však již vylidňovalo a koncem šestnáctého století je uváděno jako opuštěné. V roce 1843 se o starobylých ruinách zmiňují britští cestovatelé John Lloyd Stephens a Frederick Catherwood. První vykopávky zde provedl v roce 1913 Sylvanus Morley, později v lokalitě působili také Thomas Gann a Samuel Kirkland Lothrop. V roce 1981 byl v Tulumu vyhlášen národní park.
Při povstání Mayů proti kreolské nadvládě v devatenáctém století sídlila v Tulumu domorodá kněžka María Uicab a vytvořila zde kult „mluvícího kříže“.
Tulum leží v oblasti Riviera Maya ve státě Quintana Roo. Díky snadné dostupnosti patří k nejnavštěvovanějším památkám na světě; ročně sem přijedou přes dva miliony turistů, převážně z USA.
Tulum se objevuje v počítačové hře Assassin's Creed IV: Black Flag.   